# Роберт Таперт
Роберт Таперт (англ. Robert Tapert; 14 травня 1955) — американський продюсер, режисер і сценарист, один із засновників кінокомпанії Renaissance Pictures.

## Біографія
Таперт почав займатися режисурою під час навчання в державному університеті Мічигану. Він вивчав економіку і вирушив на кінематографічні курси разом з Айваном Реймі і його братом Семом. Сем Реймі займався кіномистецтвом у рідному штаті Мічиган, пізніше до нього приєдналися брати Айван і Тед, і друг дитинства — Брюс Кемпбелл. У підсумку, Сем Реймі і Таперт вирішили зняти разом фільм. Результатом цих зусиль став фільм «День в долині», це розповідь про молоду людину, який навчався в коледжі, але люди відверталися від нього на кожному кроці. Ближче до кінця фільму герой втрачає розум, і починає розправлятися з усіма, хто заподіяв йому біль. Попри досить серйозний сюжет, у фільмі досить багато комічних моментів. Цей фільм приніс Таперту і Сему Реймі перший успіх, після чого і виникла ідея зняти художній фільм.
І цей задум був здійснений — було знято художній фільм під назвою «Зловісні мерці», знятий Семом Реймі, і Брюсом Кемпбеллом. Фільм був номінований на нагороду на Каннському фестивалі, де мав шалений успіх, попри неоднозначні відгуки критиків. Фільм був настільки успішним, що згодом було знято продовження — «Зловісні мерці 2» та «Армія темряви». Ці фільми стали своєрідним стартом для кар'єри Роберта Таперта, Сема Реймі, та інших.
Також Таперт зняв багато інших фільмів, за участю Сема Реймі або Брюса Кемпбелла. Таперт продюсував фільми: «Людина темряви», «Лунатики: Історія кохання», «Дар», «Патруль часу», «Прокляття», «Легкі колеса», «30 днів ночі», та інші.
У 90-і роки Таперт взяв участь у створенні кількох серіалів, таких як «Геркулес: Легендарні подорожі», «Ксена: принцеса-воїн», для якого придумав таких персонажів як Габріель, Бораес, Джоксер.
Роберт Таперт одружений з актрисою Люсі Лоулес. У них є двоє дітей: Джуліус Роберт Бей Таперт (16 жовтня 1999 року), і Джуда Майра Таперт (7 травня 2002 року). Також Таперт доводиться вітчимом дочки Люсі, від першого шлюбу, Дейзі (15 липня 1988 року). У Роберта є молодший брат Джефф, який також працює у кіноіндустрії.

## Фільмографія
| Рік       |    | Українська назва                                    | Оригінальна назва                         | Роль                                |
| --------- | -- | --------------------------------------------------- | ----------------------------------------- | ----------------------------------- |
| 1977      | ф  | Це вбивство!                                        | It's Murder!                              | актор                               |
| 1978      | кф | У лісі                                              | Within the Woods                          | продюсер                            |
| 1981      | ф  | Зловісні мерці                                      | The Evil Dead                             | продюсер, актор                     |
| 1981      | кф | Торро, Торро, Торро!                                | Torro. Torro. Torro!                      | актор                               |
| 1982      | кф | Клівленд Сміт: Мисливець за головами                | Cleveland Smith: Bounty Hunter            | актор                               |
| 1984      | ф  | Повертаючись назад                                  | Going Back                                | актор                               |
| 1985      | ф  | Хвиля злочинності                                   | Crimewave                                 | продюсер, актор                     |
| 1987      | ф  | Зловісні мерці 2                                    | Evil Dead II                              | продюсер                            |
| 1989      | ф  | Легкі колеса                                        | Easy Wheels                               | продюсер                            |
| 1990      | ф  | Людина темряви                                      | Darkman                                   | продюсер                            |
| 1991      | ф  | Лунатики: Історія кохання                           | Lunatics: A Love Story                    | продюсер                            |
| 1992      | ф  | Армія темряви                                       | Army of Darkness                          | продюсер                            |
| 1993      | ф  | Важка мішень                                        | Hard Target                               | продюсер                            |
| 1994      | ф  | Патруль часу                                        | Timecop                                   | продюсер                            |
| 1994      | тф | Мантіс                                              | M.A.N.T.I.S.                              | продюсер                            |
| 1994      | тф | Геркулес та жінки амазонки                          | Hercules and the Amazon Women             | продюсер                            |
| 1994      | тф | Геркулес та загублене королівство                   | Hercules and the Lost Kingdom             | продюсер                            |
| 1994      | тф | Геркулес та вогняне коло                            | Hercules and the Circle of Fire           | продюсер                            |
| 1994      | тф | Геркулес у царстві мертвих                          | Hercules in the Underworld                | продюсер                            |
| 1994      | тф | Геркулес та лабіринт Мінотавра                      | Hercules in the Maze of the Minotaur      | продюсер                            |
| 1995      | ф  | Швидкий та мертвий                                  | The Quick and the Dead                    | продюсер                            |
| 1995      | в  | Людина темряви 2                                    | Darkman II: The Return of Durant          | продюсер                            |
| 1996      | в  | Людина темряви 3                                    | Darkman III: Die Darkman Die              | продюсер                            |
| 1995—1996 | с  | Американська Готика                                 | American Gothic                           | продюсер                            |
| 1997      | тф |                                                     | Amazon High                               | сценарист                           |
| 1997      | с  | Шпигунські ігри                                     | Spy Game                                  | продюсер                            |
| 1994—1997 | с  | МАНТІС                                              | M.A.N.T.I.S.                              | продюсер                            |
| 1998      | мф | Геркулес і Ксена: Битва за Олімп                    | Hercules and Xena — The Animated Movie    | продюсер                            |
| 1998      | в  | Молодість Геракла                                   | Young Hercules                            | продюсер, сценарист                 |
| 1998—1999 | с  | Молодість Геракла                                   | Young Hercules                            | продюсер, сценарист                 |
| 1995—1999 | с  | Геркулес: Легендарні подорожі                       | Hercules: The Legendary Journeys          | продюсер, сценарист, режисер, актор |
| 2000      | с  | Майстер на всі руки                                 | Jack of All Trades                        | продюсер                            |
| 2000      | ф  | Дар                                                 | The Gift                                  | продюсер                            |
| 2000—2001 | с  | Клеопатра 2525                                      | Cleopatra 2525                            | продюсер, сценарист                 |
| 1995—2001 | с  | Ксена: принцеса-воїн                                | Xena: Warrior Princess                    | продюсер, сценарист, режисер        |
| 2002      | в  | Ксена: принцеса-воїн — коли другу потрібна допомога | Xena: Warrior Princess — A Friend in Need | продюсер, сценарист, режисер        |
| 2004      | ф  | Прокляття                                           | The Grudge                                | продюсер                            |
| 2005      | тф | Иншопланетний апокаліпсіс                           | Alien Apocalypse                          | сценарист                           |
| 2005      | вг | Evil Dead: Regeneration                             | Evil Dead: Regeneration                   | продюсер                            |
| 2005      | ф  | Бугімен                                             | Boogeyman                                 | продюсер                            |
| 2006      | ф  | Прокляття 2                                         | The Grudge 2                              | продюсер                            |
| 2007      | ф  | Посланці                                            | The Messengers                            | продюсер                            |
| 2007      | ф  | Вампірша                                            | Rise                                      | продюсер                            |
| 2007      | ф  | 30 днів ночі                                        | 30 Days of Night                          | продюсер                            |
| 2007      | ф  | Бугімен 2                                           | Boogeyman 2                               | продюсер                            |
| 2009      | ф  | Затягни мене до пекла                               | Drag Me to Hell                           | продюсер                            |
| 2009      | с  | 13: Небезпечна реальність                           | 13: Fear Is Real                          | продюсер                            |
| 2009      | в  | Посланці 2                                          | Messengers 2: The Scarecrow               | продюсер                            |
| 2008—2010 | с  | Легенда про Шукача                                  | Legend of the Seeker                      | продюсер                            |
| 2010      | в  | 30 днів ночі: Темні дні                             | 30 Days of Night: Dark Days               | продюсер                            |
| 2010—2013 | с  | Спартак: Помста                                     | Spartacus: Vengeance                      | продюсер                            |
| 2010      | с  | Дорожні зомбі                                       | Zombie Roadkill                           | продюсер                            |
| 2011      | с  | Спартак: Боги Арени                                 | Spartacus: Gods of the Arena              | продюсер                            |
| 2012      | ф  | Скринька прокляття                                  | The Possession                            | продюсер                            |
| 2013      | ф  | Зловісні мерці                                      | Evil Dead                                 | продюсер                            |
| 2016      | ф  | Не дихай                                            | Don't Breathe                             | продюсер                            |
| 2021      | ф  | Нечестивий                                          | The Unholy                                | продюсер                            |
| 2023      | ф  | Повстання зловісних мерців                          | Evil Dead Rise                            | продюсер                            |